# Thanatus philodromicus
Thanatus philodromicus es una especie de araña cangrejo del género Thanatus, familia Philodromidae. Fue descrita científicamente por Strand en 1916.

## Distribución
Esta especie se encuentra en Madagascar.